# Kadetten Schaffhausen
Kadetten Schaffhausen je rukometni klub iz Švicarske.

## Sportski uspjesi
- Nacionalni prvak: (10)
  - Prvak Švicarske: 2005., 2006., 2007., 2009., 2010. ,2011., 2013., 2014., 2015., 2016

- Nacionalni kup: (5)
  - Osvajač kupa Švicarske: 2004., 2006., 2007., 2008., 2010.,

, 2015., 2016

### Poznati igrači
- Cho Chi-hyo
- Dragan Jerković
- Krešimir Maraković
- Ivan Stevanović (vratar)
- Marko Mamić (